# Canthidium variolosum
Canthidium variolosum är en skalbaggsart som beskrevs av Henry Fuller Howden och Young 1981. Canthidium variolosum ingår i släktet Canthidium och familjen bladhorningar. Inga underarter finns listade.